# 蒼き雷霆 ガンヴォルト 爪
『蒼き雷霆 ガンヴォルト 爪』（アームドブルー ガンヴォルト そう）は、インティ・クリエイツより2016年8月25日にニンテンドーeショップにてダウンロード配信されたニンテンドー3DS用ゲームソフト。アメリカとヨーロッパでは同年9月29日に配信開始。
『蒼き雷霆 ガンヴォルト ストライカーパック』についても本項で扱う。

## 概要
2014年8月20日に配信された『蒼き雷霆 ガンヴォルト』の続編。インティ・クリエイツの創立20周年記念タイトルでもある。
本作からダブル主人公制（序盤選択式）となり、前作に登場したキャラクターであるアキュラもプレイヤーキャラとして操作可能となった。アキュラサイドでは、ストーリーの他、GVとは違った操作体系、装備システムとなる。また、GV側でもクエスト選択の仕様が変更となっている。
2015年2月28日に開催されたインティ・クリエイツのファン感謝祭にて本作の制作が発表されており、2016年3月4日には正式タイトルが発表された。
2017年には本作と『Mighty No. 9』、『ぎゃる☆がん』シリーズのクロスオーバー作品として『マイティガンヴォルト バースト』が発売された。また、アキュラを主人公とした外伝作品『白き鋼鉄のX』シリーズが展開されている
2020年6月22日にはSteam版が発売され、2022年7月14日にはXbox One版、Xbox Series X/S版も発売された。なお、この三機種では下記の「蒼き雷霆 ガンヴォルト ストライカーパック」と同様、ダウンロードコンテンツが全て収録、高解像度化、FPSが60に向上するなどしている。

### 蒼き雷霆 ガンヴォルト ストライカーパック
本作と同日発売された、前作『蒼き雷霆 ガンヴォルト』も収録したカップリングソフト。ダウンロード版とともにパッケージ版もリリースされ、後者はインティ・クリエイツの自社パブリッシングタイトルとしては初のパッケージソフトとなった。なお、Newニンテンドー3DSが発売された後に出たソフトではあるが、パッケージなどに表記はないものの、正式に対応している。
2017年8月31日にはNintendo Switch版が、2020年4月23日にはPlayStation 4版が、パッケージ・ダウンロード両バージョンで発売。こちらではダウンロードコンテンツが全て収録されており、高解像度化の他に一部のステージの難度低下や、FPSが60に向上し動作が滑らかとなった。

## ストーリー
第七波動能力者と非能力者の溝は更なる深まりを見せ、新たな戦乱の兆しを見せていた。
無能力者を排除し、能力者だけの世界を作らんとする多国籍能力者連合「エデン」。彼らによってシアンの力の殆どが奪われてしまう。
ガンヴォルトが新たな戦いへ引き込まれていく中、かつてガンヴォルトと敵対していたアキュラも新たな戦いへ身を投じていくのだった。

## 登場キャラクター

### ガンヴォルト一行
ガンヴォルト / GV
声 - 石川界人
本作の主人公。雷撃を操る「蒼き雷霆（アームドブルー）」の能力者。前作の戦いで心身ともに傷ついた所をオウカと出会い、立ち直るきっかけとなった。エデンに奪われたシアンの力の欠片であるミラーピースを取り戻すため、エデンに戦いを挑む。GVのエンディングでは意識を取り戻したミチルが本来のシアンであることを悟り、アキュラに病院に連れていくように頼みその場を後にした。その後、回復したミチルと再会し、「わたしの知り合いじゃありませんか」と尋ねられたが、彼女の生活を壊さない為に敢えて「気のせいだと思う」と言い、彼女と別れた。
シアン
声 - 桜川めぐ
「電子の謡精（サイバーディーヴァ）」の能力者。前作での事件で死亡しており、現在はガンヴォルトの中に宿る魂となっている。パンテーラにより鏡に閉じ込められた上で鏡ごと破壊されてしまい、その破片を奪われたことで力の大半を失い、手のひらくらいの大きさに縮んでしまう。緊急時には能力を発動し、一時的に元の姿を取り戻すが、小さい姿でいるのがやっとの模様。パンテーラとの決戦時には「電子の謡精」の能力を彼女に適合するために利用された影響により消滅した。パンテーラとの戦いの後、ミチルの能力発動により意識を失った状態で一時的に復活した。最終決戦後はミチルと一体化し、その影響で記憶喪失となる。
オウカ
声 - 近藤玲奈
ガンヴォルトに助けられた少女。不良能力者に絡まれている所を彼に助けられて以来、ガンヴォルトを自分の屋敷に匿っている。優しく穏やかな性格だが、天然でどこか抜けた面がある。彼女自身は無能力者だが、一部の能力者にしか見えないはずのシアンを何故か視認することができる。これについては続編の『蒼き雷霆ガンヴォルト 鎖環』でガンヴォルトが「霊感の高い人だった」と説明している。
シャオウー
声 - 小見川千明
元フェザーの少年。通称「シャオ」。ガンヴォルトのオペレーターを担当し、彼の戦闘をサポートする。故郷をエデンに占拠された過去があり、エデンのことになると感情的になる。実は「電子の謡精」に関しての秘密を知っており、ガンヴォルトに協力する一方で別の目的を持っている。

### 神園家
アキュラ
声 - 増尾興佑、内田雄馬（『トライアングルエディション』収録版）
本作のもう一人の主人公。父である神園博士の狂気的な思想である「第七波動能力者の殲滅」を掲げ、戦い続ける無能力者である科学者の少年。前回の戦いから対空用装備「ヴァイスディーガー」に変更したことにより空戦能力が上がっている。ミチルがエデンによって誘拐されたことでエデンを討滅対象とし、新たな戦いに挑む。パンテーラとの決着後、ミチルが死んだことを再会したGVに怒りをぶつけ戦いを挑む。アキュラのエンディングでは最終決戦後、ミチルが能力者に戻ったと解った際には神園家との縁を切り、ミチルの前からも姿を消した。
『蒼き雷霆 ガンヴォルト』シリーズに登場する神園家とは、『ぎゃる☆がん だぶるぴーす』に登場する神園しのぶと神園真夜のどちらかが祖となった家系である。
プレイヤーキャラクターとしての性能は、一定個数設定（初期設定3）された「ブリッツ」を消費して空中で行える、「ブリッツダッシュ」を軸とする。ブリッツダッシュは正面と上下の斜め方向に直進することができ、敵に突撃することでロックオンすることが可能。ブリッツは、時間回復の他、ブリッツダッシュでの地形への接触（着地扱いにはならず、そのまま反転して直進する）や敵への接触で1回ずつ回復する他、地上で行えるリロードや真下方向への着地動作で全回復する。ガンヴォルトの様な敵の同時撃破は難しいが、地上へ着地せずにブリッツダッシュやホバリングを駆使して空中で敵を連続撃破することでクードスの撃破ボーナスが累計的に加算される。
RoRo (ロロ)
声 - 遠藤ゆりか、峯田茉優 （『トライアングルエディション』収録版）
アキュラが開発したバトルポット。一人称は「ぼく」で、彼女の「アキュラくん」の呼び方はミチルの元でのAI育成の影響によるもの。サイバーディーヴァ（電子の謡精）が内包されているミラーピースの一部を取り込んだことにより、そのサイバーディーヴァを模した「P（フェニックス）ドールモード」となり少女の姿への変身が可能となった。戦闘中はシアンのようにクードスに応じて歌唱する他、「ソングオブディーヴァ」を介したモードアウェイクニングにより倒されたアキュラを再起させることも可能。
対峙したセブンスの能力を解析し疑似的に再現かつ扱えるようにアレンジした「EXウェポン」を使用する形でアキュラをサポートすることができる。最初は、アームドブルーの能力を解析したスパークステラーが使用できる。
パンテーラとの決戦時には「電子の謡精」の能力を彼女に適合するために利用された影響によりPドールモードが使えなくなった。パンテーラとの戦いの後、ミチルの能力発動によりコントロールが奪われ意識が消失した。最終決戦後は神園家との縁を切り、ミチルの前からも姿を消したアキュラと行動を共にする事になった
神園ミチル
声 - 桜川めぐ
アキュラの双子の妹。生まれつき体が弱く、声が出せないため、タブレットを用いて会話する。序盤でエデンによって誘拐され、GVによって救出される。しかし終盤で再びエデンによって誘拐され、電子の謡精の能力をパンテーラに適合するために利用されたことで死亡した。正体は「電子の謡精」の本来の能力者で、声もシアンと同じである。過去に「電子の謡精」の能力があまりにも強すぎ、体を蝕んでいった為、父親の手術によって「電子の謡精」の因子を取り除かれた。声を出せなくなったのはその時の手術の影響によるものである。パンテーラとの戦いの後、特定の条件を満たしていると復活したシアンとロロと共に意識が無い状態で「電子の謡精」を覚醒させ、プレイヤーに選択していないもう一人の主人公に加勢する。最後の戦いの後、意識を取り戻し復活、声も出せるようになったが記憶喪失となり、GVやアキュラのことはおろか、自分の名前すらも忘れてしまう。その後は神園家に引き取られ、後に体調も日常生活が送れるまでに回復した。その後、再会したGVを見た際にはどこかで会った気がすると感じており、記憶を失った直後の出来事を僅かながら覚えている様子。
ノワ
声 - 恒松あゆみ
神園家に仕えるメイド兼オペレーター。家事から戦闘サポートまでこなすエキスパートで、莫大な個人資産を用いてアキュラの戦いに協力する。「傾国の誘惑者」の異名を持っており、謎の多い部分もある。
「傾国の誘惑者」とは、『ぎゃる☆がん だぶるぴーす』に登場する悪魔くろなが『ぎゃる☆がん』シリーズの後の時代で呼ばれる異名であるが、ノワとくろなが同一人物なのかは不明。

### エデン
謎の少女 / パンテーラ
モデル - 不思議の国のアリス / 能力 - 理想郷（ワンダーランド）
声 - 名塚佳織
前作に登場したパンテーラの真の姿。本作のラストボス。エデンのリーダーであり、とても少女とは思えない整然とした口調で語りかける。
「電子の謡精」の能力を自身に適合させるため、シアンをミラーピースにした。終盤ではミチルをさらい、彼女と全てのミラーピースを利用し「電子の謡精」を自身に適合させることに成功、「理想郷」の第七波動を覚醒させた。
色惑う夢幻鏡（ラストミラージュ） パンテーラ
声 - 野上翔（男性時）、名塚佳織（女性時）
能力 - 夢幻鏡（ミラー）
能力者狩り部隊に所属していた元皇神の能力者で、パンテーラが皇神で広報活動を行っていた際の仮の姿。「愛」が口癖で、本作では女性の姿にも変身する。
戦闘では鏡の中を行き来したり、様々な方向から攻撃を行ってくる。

#### グリモワルドセブン
絶冷剣（フローズンソード） テンジアン
声 - 渡辺紘
モデル - 雪の女王、白雪姫 / 能力 - 超冷凍（オールフリーズ）
巨大ホテルを占領した能力者。中国人。17歳。
知略に長けたG7のリーダー格。会話では四文字熟語を好んで使用する癖がある。血のつながりは無いが、パンテーラとは同じ孤児院で育った妹である。
幼少期に独学で身につけた剣術から発展した円月輪や七種類の氷刀を使い分けた戦闘を得意とする。全てを凍てつかせる能力を持ち、その刀身は絶対零度を下回る超低温によりあらゆる物体を切り裂くことが可能。
境界線上の電脳王（シリアルエクスペリメント） テセオ
声 - 石原朋典
モデル - 眠れる森の美女 / 能力 - ワールドハック
皇神のデータ施設を乗っ取った能力者。韓国人。14歳。
データ上の存在を顕現させたり、逆に現実のものをデータ化する能力を持つ。元々は海外の動画サイトの投稿者だったが、お気に入りのサイトが閉鎖したのをきっかけに通信設備に引かれエデン入りした。普段からネットスラングを多用しており、一度口が開けば度々相手をイラつかせる言動が出るが、本人は自覚していない。
水晶靴の舞踏派（プリズムマスター） ガウリ
声 - 沢城千春
モデル - シンデレラ / 能力 - プリズム
高速道路にて破壊活動を行っている能力者。アメリカ人。16歳。
水晶を生成する能力を持ち、水晶の上をスケートの如く滑走することもできる。元ストリートダンサーのエデンの良きムードメーカー。口調は常にラップ調のようなリズムを刻んでおり、グルーヴ感にあふれているが、何を言っているのか分かりにくい部分もある。
塔上の美髪天（タワーリングブロンド） ニケー
声 - ジェーニャ
モデル - ラプンツェル / 能力 - タングルヘア
皇神の軌道エレベータを占領した能力者。ロシア人。18歳。
変幻自在の長い髪を操る能力を持ち、相手を拘束する以外にも刃物のように硬質化させたり、ドリルのように飛ばすこともできる。
占星術が趣味で、その的中率はとても高く、親族から「神に愛された子ども」と愛されていた。両親に軟禁生活されているところを「星のお告げ」を受けて脱走、能力者差別を見てきたことから占星術で能力者を救っていった結果「女神」と崇められてエデン入りした経歴を持つ。一部のエデン構成員の中には彼女の髪の毛を求める熱狂的なファンも存在する。
流麗なる人魚（グレイトフルマーマン） ニムロド
声 - 大泊貴揮
モデル - 人魚姫 / 能力 - リキッド
地下水道にて破壊工作を行う能力者。オーストラリア人。19歳。
液体を操る能力を持ち、槍状の水流を放ち攻撃を仕掛けてくる。ライフワークである海洋保全活動が転じてエデンへと加入した海の男だが、海を守る為ならば無能力者を滅ぼすという歪んだ思想を持っている。豪快な性格で仲間からは慕われる一方、敵に対しては容赦なく襲い掛かる。
糸紡ぐ操手（ピグマリオンファーネス） アスロック
声 - 太田一騎
モデル - ヘンゼルとグレーテル / 能力 - パペットワイヤー
廃棄物処理施設にて兵器を量産している能力者。フランス人。15歳。
ワイヤー状のエネルギーであらゆる機械を動かすこと能力を持ち、エデンの兵器を束ねたロボット型の集合体「ガレトクローネ」と共に攻撃してくる。以前はパティシエを目指していたが度重なる能力者差別にあいその夢を挫折。これを機に無能力者を「旧人類（オールドマン）」と見下し、狂気とも言える復讐心を宿すようになった。
鉄血の刻衣（フルメタルジャケット） ジブリール
声 - 榎吉麻弥
モデル - 赤ずきん / 能力 - メタリカ
洋館で非道な人体実験を行っている能力者。イギリス人。14歳。
生物の血液中の鉄分を操る能力を持ち、戦闘では金属を操る「A（アルケミスト）モード」、接近戦に特化した「B（ビースト）モード」、自身の生命力までも糧とし、死ぬまで解除ができない「C（クライシスビースト）モード」を切り替えて戦う。
見た目は少女だが、一人称は「オレ」で男勝りな口調、拉致した人間を能力で僕に改造するなど残忍な性格をしている。優しい母を殺した父を殺害し、能力者の不良グループに入るもエデンに敗れたことから加入した。彼女の身長のことに触れると手が付けられなくなるほど暴れだす為、エデンでは彼女の前で「小さい」「チビ」などといった単語は禁忌とされている。

### その他
ゾンビ
声 - IKKAN

## 挿入歌
各ステージでクードス1000に到達した際や復活時に流れる挿入歌。
『藍の運命』
歌：シアン（CV:桜川めぐ） / RoRo（CV:遠藤ゆりか）
演奏：皇神電子交響楽団 / 山田一法、川上領、ヨナオケイシ
ステージ：飛天内部、ビル街、ベラデン4、SPミッション5
『虚空の円環（リング）』
歌：シアン（CV:桜川めぐ） / RoRo（CV:遠藤ゆりか）
演奏：皇神電子交響楽団
ステージ：謎の洋館、アメノサカホコ、ベラデン1（GV編）
『多元的宇宙（マルチユニバース）』
歌：シアン（CV:桜川めぐ） / RoRo（CV:遠藤ゆりか）
演奏：皇神電子交響楽団 / 山田一法、川上領、ヨナオケイシ
ステージ：地下水路、夢の島、ベラデン1（アキュラ編）・ベラデン2（GV編）
『並行世界（パラレルワールド）』
歌：シアン（CV:桜川めぐ）
演奏：皇神電子交響楽団
『瑠璃色刹那』
歌：シアン（CV:桜川めぐ） / RoRo（CV:遠藤ゆりか）
演奏：皇神電子交響楽団 / 山田一法、川上領、ヨナオケイシ
ステージ：凍結都市、ベラデン3
『菫青石（アイオライト）』
歌：シアン（CV:桜川めぐ） / RoRo（CV:遠藤ゆりか）
演奏：皇神電子交響楽団 / 山田一法、川上領、ヨナオケイシ
ステージ：データ施設、ハイウェイ、ベラデン2（アキュラ編）
『輪廻新章（リインカネーションオルタナティヴ）』
歌：シアン（CV:桜川めぐ）
演奏：皇神電子交響楽団
『大祓（イグナイター）』
歌： RoRo（CV:遠藤ゆりか）
演奏：山田一法、川上領、ヨナオケイシ
『成層圏（ストラトスフィア）』
歌：シアン（CV:桜川めぐ） / RoRo（CV:遠藤ゆりか）
演奏：皇神電子交響楽団 / 山田一法、川上領、ヨナオケイシ
『空白書板』
歌：シアン（CV:桜川めぐ）
演奏：皇神電子交響楽団